# Transatlantic 770
Transatlantic 770 — студійний альбом американського блюзового музиканта Джиммі Докінса, випущений лейблом Excello Records в 1972 році. Записаний у 1972 році на студії Olympic Studios в Лондоні.
Це був перший і останній альбом Докінса на лейблі. Також у тому році лейбл випустив два сингла Докінса — «Things I Used to Do»/«Put It on the Hawg» та «High Cost of Living»/«1011 Woodland».

## Список композицій
1. «The Things I Used to Do» (Едді Джонс) — 3:07
2. «Made My Way in This World» (Майк Вернон) — 4:30
3. «Think Twice Before You Speak» (Ел Сміт) — 3:20
4. «1011 Woodland» (Джиммі Докінс) — 3:44
5. «The Mighty Hawk» (Піт Вінгфілд) — 4:58
6. «All for Business» (О. Гікс) — 5:40
7. «High Cost of Living» (Ел Кінг, Сі Лонра) — 2:32
8. «Stoned Dead» (Джиммі Докінс) — 4:18
9. «Love and Understanding» (Джиммі Докінс) — 4:30
10. «No More Trouble» (Джиммі Докінс) — 3:16

## Учасники запису
- Джиммі Докінс — гітара і вокал
- Джо Джеммер — гітара
- Бабблз Вайт — гітара (1)
- Піт Вінгфілд — фортепіано, орган
- Новель Вільямс — орган (5)
- Тоні Стівенс — бас
- Боб Браннінг — бас (5)
- Реджі Айсідор — ударні
- Кріс Мерсер — теноровий саксофон, орган (3)
- Сесіл Мосс — труба
- Біллі Грем — тромбон
- Кріс Мерсер — теноровий саксофон, басовий саксофон
- Майк Вернон — ударні
- Роза Дотсон, Вельма Сміт, Новель Вільямс — бек-вокал